# 619 Wschodni Batalion
619 Batalion Wschodni (niem Ost-Bataillon 619, ros. 619-й восточный батальон) – kolaboracyjny oddział wojskowy Wehrmachtu złożony z Rosjan podczas II wojny światowej

## Historia
Batalion został sformowany w grudniu 1942 r. we wsi Odrino w zachodniej części obwodu orłowskiego. Miał trzy kompanie strzeleckie i jedną karabinów maszynowych. W jego skład weszli b. jeńcy wojenni z Armii Czerwonej i miejscowi ochotnicy. Do zadań oddziału należało zwalczanie partyzantki. Na pocz. marca 1943 r. jego liczebność wynosiła ok. 140 Rosjan i 11 Niemców, gdyż podczas niedawnych walk z partyzantami zostały zniszczone 1 i 2 Kompanie Batalionu pod dowództwem niemieckiego oficera Wolfganga von Schrödera. Mieli oni na wyposażeniu karabiny ręczne oraz 6 lekkich i 4 ciężkie karabiny maszynowe. Pozostałe dwie kompanie przeniesiono do Karaczowa, gdzie oddział otrzymał uzupełnienia. Liczebność wzrosła do ok. 340 żołnierzy. W czerwcu 1943 r. przeorganizowano go w Ausbildungs-Bataillon 619, służący do przygotowywania uzupełnień dla kolaboracyjnych oddziałów rosyjskich podporządkowanych 2 Armii Pancernej. Pomimo tego uczestniczył w dalszym ciągu w działaniach antypartyzanckich. W listopadzie tego roku rozformowano go.